# كونتون (كيبك)
كونتون (بالإنجليزية: Compton, Quebec)‏ هي بلدية محلية في كيبيك تقع في كندا في Coaticook Regional County Municipality. يقدر عدد سكانها بـ 3,112 نسمة ومساحتها 208.30 كم2 .

## أعلام
- لويس سانت لوران
- ويليام كارلوس إيفز